# محمد رضا الخلخالي
محمد رضا بن آغا الموسوي الخلخالي. رجل دين شيعي عراقي من أصول إيرانية وكان من كبار تلامذة المرجع أبو القاسم الخوئي.
درس الخلخالي المقدمات والسطوح عند جمع من أساتذة الحوزة العلمية، وبعدها حضر دروس البحث الخارج وهو في الثانية والعشرين، ثمّ تصدّى لتدريس السطوح لسنوات عديدة، ثمّ دروس البحث الخارج.

## أساتذته
1. محسن الطباطبائي الحكيم.
2. أبو القاسم الخوئي.
3. حسين الحلي.[1]

## مؤلفاته
- المعتمد في شرح العروة الوثقى.
- تقريرات بحوث الفقه لأستاذه الخوئي.
- تقريرات بحوث الأُصول لأستاذه الخوئي.
- الوقف في الفقه المقارن.
- مجمع لغات القرآن.
- الجمع بين الصلاتين.[1]

## اعتقاله ومقتله
اعتقل الخلخالي بعد الانتفاضة الشعبانية عام 1411 هـ، مع أستاذه أبي القاسم الخوئي، وبقي الخلخالي مُغيَّباً في السجون حتى سقوط النظام العراقي، فتبيّن أنه قُتِل بعد اعتقاله.